# Eublemma bolinia
Eublemma bolinia is een vlinder van de familie van de spinneruilen (Erebidae). De wetenschappelijke naam van deze soort is voor het eerst voorgesteld als Metachrostis bolinia door George Francis Hampson in een publicatie uit 1902.

## Verspreiding
De soort komt voor in het Afrotropisch gebied waaronder Ethiopië, Kenia, Tanzania, Malawi, Mozambique, Namibië, Botswana, Zimbabwe, Zuid-Afrika, Lesotho, Madagaskar, Saudi-Arabië en Jemen.

## Ondersoorten
- Eublemma bolinia bolinia (Hampson, 1902)
  - = Eublemma bolinia reussi Gaede, 1935
    - = Eublemma reussi Gaede, 1935

  - = Eublemma bolinia stygiochroa Hampson, 1910
    - = Eublemma stygiochroa Hampson, 1910
- Eublemma bolinia chopardi Berio, 1954 (Madagaskar)